# Alfa Romeo Scighera
Alfa Romeo Scighera (/ʃiˈɡeːra/) — концепт-кар, спроектированный и построенный Italdesign в 1997 году. Был показан на Женевском автосалоне в этом же году и на 8 лет забыт. Повторный показ автомобиля состоялся в Москве в 2005 году и сделал много шума.
Название переводится с миланского диалекта как «туман».

## Презентации
В августе 2005 года в Москве Scighera была продемонстрирована снова на презентации нового бренда автомобильных покрышек компании Vredestein Banden B.V. Эта нидерландская компания была куплена в апреле 2005 года российской группой «Амтел», которая стала продвигать марку Vredestein на российском рынке. Связь нидерландской компании с Scighera проходит через Фабрицио Джуджаро — Vredestein Banden B.V много сотрудничали с бюро промышленного дизайна Giugiaro Design, а по легенде Джуджаро сам нарисовал рисунок протектора для завершения облика Scighera.

## Дизайн
Scighera создана в кузовном ателье Italdesign, но при этом имеет шильдик Alfa Romeo. Автомобиль длинный, широкий и низкий: при длине 4,32 м и ширине 1,98 м высота машины составляет всего 1,15 м.
Носовой обтекатель прямо напоминает автомобили Формулы-1 и при этом несёт на себе классическую решётку радиатора Alfa Romeo. Фары представляют собой точки в центре вертикальных щелей на крутых передних крыльях. Источники света — газоразрядные лампы Hella. Задние фонари также вытянуты вверх, повторяя стилистику фронтальной оптики.
Несущая конструкция кузова — композиция алюминия и углепластика. Остальные панели — алюминиевые.
Площадь остекления очень велика, и большая доля её приходится на двери, которые состоят из двух половин: верхняя поднимается вверх, а нижняя открывается обычным образом. Перед задними колёсами расположены жабры, затягивающие воздух для охлаждения тормозов. Выраженный задний спойлер помимо аэродинамической и эстетической функции выполняет роль ручки для открытия доступа к двигателю.
Салон автомобиля роскошен. Обивка из английской кожи Connolly (сиденья также обтянуты ею), имеется спутниковая навигационная система JVC, автоматический климат-контроль и подушка безопасности.

## Технические характеристики
В основу силового агрегата Scighera лёг трёхлитровый двигатель Alfa Romeo 164. Силовой агрегат оснащен двумя турбокомпрессорами, воздух для которых охлаждает специально предусмотренный для этого интеркулер, а также механическим нагнетателем. Он шестидроссельный, избыточное давление создается в ресивере с прозрачной верхней частью, куда и выходят шесть дудок V-образного мотора. Расположен двигатель по центру. Мощность 400 л. с. при 7500 об/мин или 294 кВт, объём 2959 см³, 4 клапана на цилиндр, DOHC газораспределительный механизм.
Подвеска типа push rod (система с единственным центрально расположенным амортизатором, встречающаяся на автомобилях Формулы-1 и Формулы-3), установленная на Scighera, впервые встречается на дорожном автомобиле. Коробка переключения передач механическая шестиступенчатая, с последовательным принципом переключения.
Диаметр дисков спереди и сзади составляет 18 дюймов, а тормозов — 355 мм. Максимальная скорость, до которой может разогнаться Scighera, — 331 км/ч, а до сотни она разгоняется за 4,9 секунды.

## Перспективы
Поскольку Scighera, по словам Italdesign, не концепт-кар, а автомобиль, готовый к мелкосерийному производству, его можно использовать как суперкар на чемпионате Grand Tourismo.